# Lord Ribblesdale
Lord Ribblesdale, a veces conocido como El Antepasado, es un retrato en óleo sobre tela de John Singer Sargent mostrando a Thomas Lister, IV Barón Ribblesdale, completado en 1902. El retrato de cuerpo entero presenta a Lord Ribblesdale en atuendo de caza. Mide 258,4 x 143,5 cm  y permanece en la The National Gallery de Londres desde 1916.

## De fondo
Thomas Lister se convirtió en el cuarto (y último) Barón Ribblesdale a la muerte de su padre en 1876, cuando tenía veintidós años. Apoyó al Partido Liberal en la Cámara de los Lores, sirvió como lord in waiting en la corte, y fue administrador de la National Portrait Gallery y la National Gallery. Fue el Maestro de Sabuesos de la Reina de 1892 a 1895.
A pesar de que Sargent era ya un retratista popular entre la alta sociedad, la pintura no fue encargada por el retratado. Al contrario, Sargent vio a Ribblesdale hablando en público en 1894, y el artista se le acercó para proponerle hacer su retrato. Sin embargo, Sargent no empezó el retrato propuesto hasta 1899; lo terminó en 1902.

## Descripción
La intención original de Sargent era pintar a Ribblesdale con la librea cortesana de Maestro de los Sabuesos, pero la pintura final le muestra más informalmente, en su más práctico atuendo de caza. Está sobre un piso de parqué sencillo contra una pared pintada blanca, sujetando un látigo de caza en su mano izquierda enguantada de gris, con la otra mano en su cadera derecha. Lleva un sombrero de copa negro, con una bufanda de seda negra anudada al lado derecho del cuello, y botas negras pulidas. Sobre su chaleco amarillo, chaqueta marrón oscuro y pantalones de ante, Ribblesdale se cubre con un largo abrigo Chesterfield negro. El sombrero alto y la pilastra estriada de la pared detrás de Ribblesdale, la silueta vertical debido a su abrigo largo, y cambios sutiles que Sargent introduce en la fisonomía– como la nariz alargada, y la cabeza desproporcionadamente pequeña en comparación al cuerpo – todo busca enfatizar la delgadez y altura de Ribblesdale.
Un boceto al óleo preliminar muestra a Ribblesdale de pie en unos escalones, ante una columna, pero la pintura final lo presenta más casualmente ante los paneles blancos del estudio de Sargent en Tite Street, Chelsea, Londres. La composición – un retrato masculino de cuerpo entero portando un largo abrigo Chesterfield con una mano en la cadera contra un fondo verticalmente delineado – repite el esquema del cuadro de Sargent de 1894 retratando a W. Graham Robertson, mostrado con un bastón de paseo ante una puerta oscura.
La pintura fue seleccionada por el historiador David Starkey como "mi pintura favorita" en un artículo publicado en Country Life en 2015, en que  alaba su "formato angular y alargado, y su paleta en blanco y negro, como una impresión japonesa de gran tamaño", como "capturando la quintaesencia del estilo aristocrático discreto … el retrato de una época y del hombre".

## Historia
La pintura fue exhibida en la Royal Academy of Arts en 1902, y en el Salón de París en 1903. Ribblesdale se encontró viviendo a la altura de la reputación patricia establecida por la pintura, y dijo más tarde que "me obligaba a la grandeza" ya que "donde quiera que voy, soy reconocido". La pintura es a veces conocida como "El Antepasado", reflejando un apodo dado a Ribblesdale por Eduardo VII, debido a su vestimenta y discurso arcaicos, y su apellido aristocrático, ejemplificando un caballero inglés anticuado típico.

Lord Ribblesdale presentó el retrato a la Galería Nacional en 1916, en memoria de su primera esposa Charlotte (de soltera, Tennant), y sus dos hijos, el capitán Thomas Lister y el lugarteniente Charles Lister. Charlotte había muerto en 1911, Thomas fue muerto en batalla en 1903–04 en la campaña de Somalilandia, y Charles murió de las heridas sufridas en 1916 en la Batalla de Galípoli durante la Primera Guerra Mundial. Ribblesdale se volvió a casar más tarde, pero sin heredero varón, la baronía se extinguió a su muerte en 1925.